# 西宮市立西宮東高等学校
西宮市立西宮東高等学校（にしのみやしりつ にしのみやひがしこうとうがっこう）は、兵庫県西宮市古川町に所在する市立高等学校。

## 概要
西宮市内にある公立の高等学校のうち、西宮市立は当校と西宮市立西宮高等学校（略称は市西宮または市西）の2校のみである（かつては他に定時制の旧西宮市立西宮西高等学校があった）。
兵庫県立鳴尾高等学校、兵庫県立西宮今津高等学校とともに、地理的な意味で「甲子園に最も近い高校」のひとつである。
最寄駅は徒歩約8分の阪神電気鉄道鳴尾・武庫川女子大前駅で、バス停は阪神バス西宮東高校前となる。
数理・科学コースという自然科学系コースと人文・社会科学コースという総合人間系コースを1学年1クラスずつ有している。
65分授業（65分×5限）と時間割の2週間ローテーションなど、独自のカリキュラムを展開している。1998年より、3学期制から2学期制に転換している。
後述のように、公立高校としては設備が充実している方だといわれる。また、1972年ミュンヘンオリンピック女子100mバタフライ金メダリストの青木まゆみが同校体育科教師として赴任していたこともある。

## 沿革
- 1962年（昭和37年）9月17日 西宮市立西宮東高等学校設置決議
- 1963年（昭和38年）1月16日 初代校長 藤井堅志 発令
- 1963年（昭和38年）3月16日 第1期工事（南校舎･東半分）竣工
- 1963年（昭和38年）4月8日 第1回入学式（10学級･535名）
- 1963年（昭和38年）4月13日 開校式
- 1963年（昭和38年）5月11日 生徒会発足
- 1963年（昭和38年）10月31日 校旗制定
- 1963年（昭和38年）12月23日 食堂竣工
- 1964年（昭和39年）3月14日 第2期工事（北校舎東半分）竣工
- 1964年（昭和39年）12月28日 武道場竣工
- 1965年（昭和40年）3月31日 第3期工事（南校舎西半分）竣工
- 1965年（昭和40年）11月29日 校歌制定
- 1966年（昭和41年）1月12日 体育館竣工
- 1966年（昭和41年）2月1日 第4期工事(北校舎西半分)竣工
- 1966年（昭和41年）2月24日 同窓会｢萌生会｣発足
- 1966年（昭和41年）2月25日 第1回卒業証書授与式
- 1967年（昭和42年）5月3日 創立5周年記念祭
- 1967年（昭和42年）12月23日 生徒会緑化委員会｢憩いの広場｣を作る
- 1970年（昭和45年）生徒服装規定を廃止
- 1970年（昭和45年）3月17日 第8回入学者選抜（居住地優先の総合選抜制が採用される）
- 1973年（昭和48年）3月20日 ｢10年のあゆみ｣の発行
- 1978年（昭和53年）3月20日 ｢15年のあゆみ｣の発行
- 1981年（昭和56年）3月31日 第5期工事（南校舎新館）竣工
- 1982年（昭和57年）9月24日 創立20周年記念式典挙行｢20年のあゆみ｣の発行
- 1987年（昭和62年）4月1日 理数コース設置
- 1988年（昭和63年）6月30日 東高校ホール完成
- 1988年（昭和63年）7月19日 創立25周年記念式典挙行
- 1992年（平成4年）4月1日 校内コース制実施
- 1992年（平成4年）10月9日 創立30周年記念式典挙行｢30年のあゆみ｣の発行
- 1995年（平成7年）1月17日 阪神・淡路大震災により被災､校舎一部損壊
- 1998年（平成10年）4月1日 評価二期制実施
- 2002年（平成14年）4月1日 完全土休制実施
- 2003年（平成15年）2月25日 ｢40年のあゆみ｣の発行
- 2003年（平成15年）4月1日 理数コースを自然科学系コース（数理･科学コース）に改編
- 2010年（平成22年）4月1日 総合人間系コース（人文･社会科学コース）設置
- 2012年（平成24年）1月末  正門､玄関ホール改修
- 2012年（平成24年）11月9日 創立50周年記念式典挙行｢50年のあゆみ｣の発行
- 2014年（平成26年）8月31日 校内耐震工事完了
- 2017年（平成29年）1月31日 北館エレベーター設置
- 2018年（平成30年）7月8日 東高校ホール天井耐震化等大規模改修（～同年12月）
- 2020年（令和2年）3月3日全国一斉休校開始（新型コロナウイルス感染症対策）
- 2020年（令和2年）5月31日 全国一斉休校終了
- 2020年（令和2年）8月16日 校内ネットワーク工事完了
- 2022年（令和4年）11月25日 創立60周年記念式典挙行「60年のあゆみ」の発行

出典：

## 設備
- 50mプール
競技用公認プールとなっており、主に中学生の水泳競技大会会場として使用されている。
- 2つのグラウンド
主にサッカー部が使用する第二グラウンドや内野には黒土を備えた野球グラウンドがある。
- なるお文化ホール
地域との交流の拠点となっている。普段は学校専用ホールとして入学式や文化祭などに使用し、基本的に学校休業日に「なるお文化ホール」の名称で一般開放されている。
- 全教室エアコン設置
学校が県道に隣接しているため、北校舎のみ騒音対策で各教室に冷房装置が早くから設置されていたが、のちに南校舎の各教室にも冷房装置が設置され、現在は全館冷房完備となっている。
- 豊富な蔵書数の図書館
全国学校図書館協議会の調査によると、全国平均（2021年度）の全国高等学校の図書館の平均蔵書数は25,813冊なのに対し、西宮東高図書館は5万冊以上の蔵書を誇る。

## 部活動
| - 男子硬式テニス - 女子硬式テニス - ソフトテニス - サッカー - 第48回全国高等学校サッカー選手権大会出場 - 卓球 - ハンドボール - 硬式野球 - 男子バドミントン - 女子バドミントン - 水泳 - 男子バレー - 女子バレー - 男子バスケットボール - 女子バスケットボール - 陸上競技 - 剣道 - ダンス | - 山岳 - ギター・マンドリン - 放送 - 第66回NHK杯全国高校放送コンテスト出場 - 吹奏楽 - 軽音楽 - 箏曲 - 討論 - 写真 - 家庭科 - 生物 - 地学 - 物理 - 美術 - イラスト |

## 著名な出身者
- 近藤光史（元毎日放送アナウンサー、現フリーアナウンサー、1回生）
- 江頭美智留（脚本家、16回生）
- 堤真一（俳優、18回生）
- 桂わかば（落語家、18回生）
- 成本年秀（元プロ野球選手、22回生）
- 常盤貴子（女優、26回生）※中退